# 利克西
利克西（法語：Lixy，法語發音：[liksi]）是法国勃艮第-弗朗什-孔泰大区约讷省的一个市镇，属于桑斯区。

## 地理
利克西（48°14'17"N, 3°5'49"E）面积12.02 平方千米，位于法国勃艮第-弗朗什-孔泰大區约讷省，该省份为法国中北部内陆省份，西接卢瓦雷省，西北接塞纳-马恩省，南至涅夫勒省，东临科多尔省，东北与奥布省接壤。
与利克西接壤的市镇（或旧市镇、城区）包括：维勒马诺什、布拉奈、尚皮尼、多洛、圣塞罗坦、瓦勒里、维勒蒂耶里。

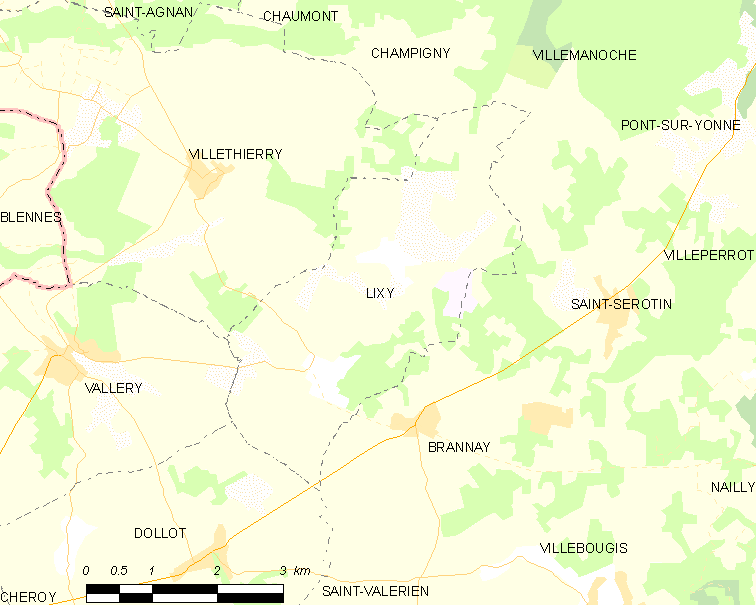
利克西的OSM定位图

利克西的时区为UTC+01:00、UTC+02:00（夏令时）。

## 行政
利克西的邮政编码为89140，INSEE市镇编码为89229。

## 政治
利克西所属的省级选区为勃艮第地区加蒂奈县。

## 人口

1962-2008年间利克西人口变化图示

利克西于2022年1月1日时的人口数量为489人。